# أرنولد هيلز
أرنولد هيلز (بالإنجليزية: Arnold Hills)‏ هو رائد أعمال ولاعب كرة قدم بريطاني (وحمل سابقاً جنسية المملكة المتحدة لبريطانيا العظمى وأيرلندا) في مركز الهجوم، ولد في 12 مارس 1857 في المملكة المتحدة، وتوفي في 7 مارس 1927. لعب مع Oxford University A.F.C. ‏ وWanderers F.C. ‏.

## وصلات خارجية
- أرنولد هيلز على موقع قاعدة بيانات كرة القدم.إي يو (الإنجليزية)
- أرنولد هيلز على موقع ناشيونال فوتبول تيمز (الإنجليزية)